# 古戸道
古戸道（ふっとみち）は、例幣使街道の太田宿から高林村を経て利根川の古戸の渡しに至る道。
桐生新町と太田宿を結ぶ桐生道と合わせて、桐生古戸道あるいは古戸桐生道と呼ばれる。群馬県道・埼玉県道341号太田熊谷線、国道407号の旧道にあたる。

## 概要
日光例幣使街道の太田宿（上野国新田郡太田町、現在の群馬県太田市）から南進し、新田郡西矢島村（太田市西矢島町）、新田郡高林村（太田市高林東町）で境小泉往還と交わり、邑楽郡古戸村（太田市古戸町）に至る。
古戸村より南は、古戸の渡しで古利根川（現在の石田川）と利根川を越え、武蔵国幡羅郡妻沼村、中山道熊谷宿（埼玉県熊谷市）を経て、江戸（東京都区部）に通じる。桐生と江戸を結ぶ最短路で、桐生織や太田金山の献上松茸が江戸まで運ばれ、大光院の参詣路として重視された。